# Niihau
Niihau (en hawaià Niʻihau) és l'illa més petita de les illes habitades de Hawaii. Està situada a 29 km a l'oest de Kauai i depèn administrativament del comtat de Kauai. L'illa és de propietat privada i els pocs habitants han mantingut les tradicions i la llengua hawaiiana. Popularment es coneix com l'"illa prohibida". Les seves coordenades són: 21° 54′ N, 160° 8′ O / 21.900°N,160.133°O.

## Geografia
Niihau és geològicament l'illa més antiga de les vuit illes majors de l'arxipèlag de Hawaii. L'illa és relativament àrida, ja que es troba a sotavent de l'alta Kauai i no té suficient elevació per capturar la pluja dels vents alisis. L'altitud màxima és de 390 m al mont Paniau. La superfície total és de 179,9 km².
A les platges de l'illa s'hi troben unes petxines que s'utilitzen per bijuteria. Són les úniques petxines classificades com a gemmes i apreciades pels col·leccionistes. L'especial brillantor s'atribueix als baixos nivells de pol·lució. La venda de petxines i de bijuteria és una font d'ingressos per la població.
La població total, al cens del 2000, era de 160 habitants, quasi tots d'origen hawaià que viuen a la vila principal de Puʻuwai. La població és rural, amb una agricultura i ramaderia de subsistència, sense electricitat, carreteres ni hotels. Es parla quasi exclusivament el hawaià.

## Història
El 1863, el rei Kamehameha IV va posar l'illa en venda amb la condició contractual que es preservés la cultura i tradicions hawaianes. Niihau va ser comprada per Elizabeth Sinclair. La família Sinclair-Robinson van convertir tota l'illa en un ranxo per a l'explotació de bestiar boví i ovelles, fins que van tornar a Kauai i van deixar el ranxo a càrrec de la població nativa. El 1915 el net Aubrey Robinson va tancar l'illa als visitants forasters, fins i tot els familiars necessitaven un permís especial.
Des dels inicis de la Segona Guerra Mundial la marina dels EUA hi va fer una instal·lació d'observació, però sense personal militar permanent. A vegades s'ha utilitzat l'illa per a l'entrenament d'unitats especials, i avui per a l'assaig d'armes.
La majoria dels habitants eren empleats del ranxo de la família Robinson, però finalment van tancar la seva explotació el 1999. Avui és possible la visita turística però sota una estricta supervisió i limitació.